# 蚕糸の森公園

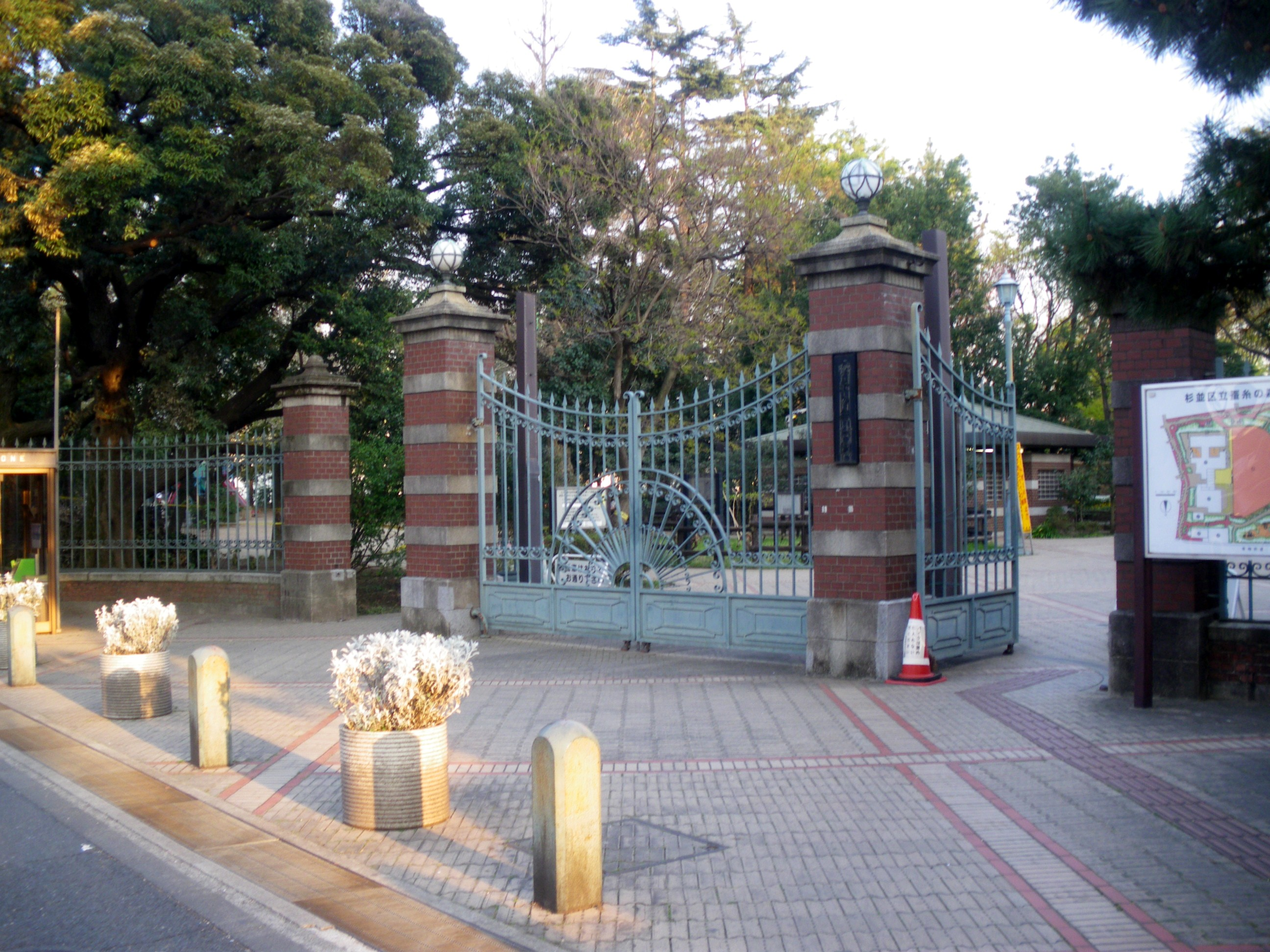
蚕糸の森公園入口。煉瓦造りの正門は旧蚕糸試験場当時の物。

蚕糸の森公園（さんしのもりこうえん）は、東京都杉並区の青梅街道沿いにある区立公園である。区内東部を南北に貫く東京都道318号環状七号線東側に位置する。面積は 27,146m2。
隣接する杉並区立杉並第十小学校の校庭と公園は共用化されている。地域に開かれた学校として、また、地域住民に小学校への理解を深めてもらおうという趣旨の下、公園・校庭一体化計画が採用された。

## 概要

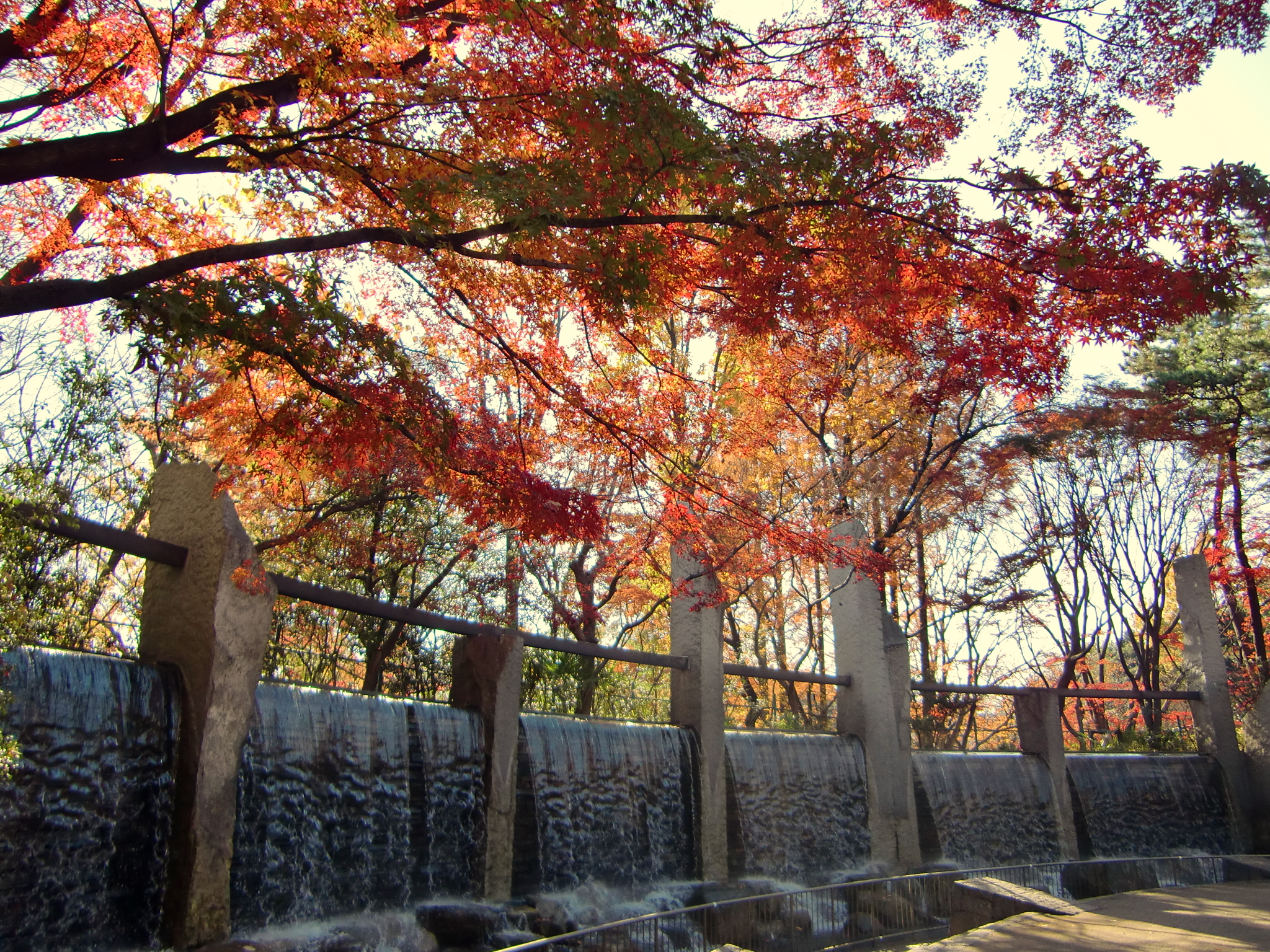
公園内の滝と紅葉

本公園は農林水産省「蚕糸試験場」跡地に設置された区立公園である。1980年に蚕糸試験場が茨城県つくば市へ移転したことに伴い、1986年にその跡地が公園と小学校として再整備された。
環七通り沿いに所在した旧杉並区立杉並第十小学校は光化学スモッグの影響で児童が校庭を使用することが難しかったため、公園と校庭を一体化する形で移転した。なお、旧杉並第十小学校跡地はセシオン杉並として再整備された。
杉並区内には防災公園が少なく、関東大震災級の災害発生時には徒歩で光が丘まで避難する必要があったことから、都市計画家の高山英華の提言により、防災公園を設置することが計画され、道路拡幅や住宅不燃化ルールが制定された。
公園名称は蚕糸試験場に由来し、現在も煉瓦造りの旧試験場正門は現存している。

## 歴史
- 1911年 - 農商務省原蚕種製造所（後の農林水産省蚕糸試験場）が当地に開設される。
- 1980年 - 蚕糸試験場が茨城県つくば市へ移転。
- 1986年5月31日 - 跡地が蚕糸の森公園として開園。試験場の跡地には杉並区立杉並第十小学校も移転。

## 主な施設・設備
- 遊具広場
- 滝の広場
- 運動広場
  - 杉並第十小学校が授業で校庭を使用する時は、校庭の一般利用は不可。
  - 杉並第十小学校の屋内地下プールも校庭同様に一般開放されているが、小学校の水泳の授業がある時は、一般利用は不可。

### 防災設備
放水砲、樹木スプリンクラー、ゲートシャワー、校庭散水設備、応急給水設備、備蓄庫、自家発電装置などを配備している。
火災発生時には、池、貯水槽、屋内地下プールの水を消火用水として使用できる設計を採用している。
公園内の樹木は火災延焼を防ぐ防火樹林として植樹されている。

## その他
- 不定期でフリーマーケットが開催される。
- かつて近隣にプロダクション人力舎の養成所・スクールJCAがあり（2013年に西新宿に移転）、東京03など同校出身のお笑い芸人が昔ネタ合わせをした思い出の場所として紹介することがある。三四郎のコンビ名の由来にもなっている[2]。

### AV撮影問題
アダルトビデオ販売大手のソフト・オン・デマンド（SOD）本社や、「セクシービデオのメッカ」と呼ばれるスタジオが近くにあり、AVのロケ地として使用されている。小児性愛をテーマにしたアダルトビデオが杉並第十小学校の正門近くでも撮影されていることから問題視されており、管轄する杉並区や管理事務所には無許可で行われているという。

## アクセスなど
- 東京メトロ丸ノ内線・東高円寺駅1番出入口隣
- 常時開園